# Sala capitular de la Catedral de Orense
La sala capitular de la Catedral de Orense es una construcción realizada por Baltasar Gamallo (con ayuda de su taller), Francisco Vázquez, Francisco Varela, Antonio Rodríguez y Carlos Rodríguez entre 1766 y 1771. Está ubicada en la Catedral de Orense (Galicia, España).

## Historia

### Claustra Nova
La primera sala capitular estuvo ubicada en la Claustra Nova, lugar donde también se emplazó el vestuario de los canónigos. Las obras góticas de este pequeño claustro se han conservado tal y como fueron concebidas en el siglo xiii, desconociéndose cómo se cerraba hacia la calle y, por tanto, cómo fue su configuración hasta el siglo xviii. La catedral orensana siempre adoleció de falta de espacio, lo que entre otros problemas acarrearía la imposibilidad de construir un claustro en condiciones. Ante el inconveniente de aumentar el tamaño de los espacios, situación agravada por el levantamiento de edificaciones muy próximas a la seo, se trató de aprovechar al máximo las áreas circundantes, construyéndose en el siglo xviii el cuerpo del templo, que recibiría el nombre de «cuarto nuevo», en cuyo solar hubo un patio llamado «de los Naranjos». En este espacio se dispusieron inicialmente la biblioteca, la secretaría del cabildo y la cátedra de moral, pasando con posterioridad a erigirse la actual sala capitular.: 196 

### Sala capitular

#### Sala primitiva
Este espacio fue levantado dándosele más importancia a la funcionalidad que a la estética, si bien la cantería es de excelente factura, destacando la belleza de los precisos ritmos de las oquedades y las bóvedas de arista de la sección inferior. La construcción comenzó en 1673 tal y como consta en el cabildo del 1 de febrero de ese año: «Que los señores Gaioso y Calderón concluyan con el Concierto de la obra del quarto que se intenta hacer, que como lo ajustaren vendrá el Cabildo en ello». El 8 de febrero se celebró otro cabildo en el que «propuso el Sr. Calderón se proseguiría con el concierto de la obra del quarto que quiere hacer el cabildo y acordó que la concluia». Poco después, el 10 de febrero: «Otorgó el cabildo la escritura y obligación de pagar a Amaro Gamallo, Maestro de Cantería quinientos ducados por hacer las paredes para el cuarto nuevo y habiéndose leido las condiciones las aprobó el cabildo y otorgó la Escritura ante Luis de Remesal». En el contrato, custodiado en el Archivo Histórico Provincial, se indica que la fachada debía ser «levantada desde el patio de entrada de dicha iglesia, confinando su pared lateral con la ventana del Archivo del Cabildo, de largo de noventa y cinco palmos, con puerta en la calle, capaz de entrar y salir carro por ella y construida con piedra de Reza».: 196–197 

#### Sala actual
Elaboración
No será hasta la segunda mitad del siglo xviii cuando se construya la actual sala capitular; los motivos para esta decisión pudieron radicar en que por esas fechas el cabildo de la Catedral de Santiago de Compostela reformó la suya. En dos acuerdos capitulares del 18 de enero y del 7 de febrero de 1766 consta lo siguiente: 

Tratose de la sala del Cabildo y habiéndose conferenciado el asunto, se acordó que el Sr. Fabriquero, haga alcance del caudal que tiene la fábrica, y hecho cómputo de lo que se necesita para el gasto regular de la sacristía, si hubiere sobrante que se haga y dicho Señor Fabriquero de esta razón cuanto antes al Cabildo, para que en caso de que haya dinero se de principio a dicha obra.: 197 

Así mismo dio cuenta dicho Señor (El fabriquero Sr Caviedes), haber hecho avance de los caudales que hoy tiene existentes la fábrica de esta Santa Iglesia y dijo que para el gasto que hace regularmente la sacristía, había efectos bastantes, aunque fuese preciso hacer algunos ornatos, que el sobrante aún ascendía a partida de algún valor, que en vista de el orden y comisión dada antes de ahora lo proponía al cabildo y atención a lo expuesto acordó que inmediatamente se haga la sala de Cabildo en el sitio destinado antes de ahora para este efecto y que dicho Sr. Fabriquero se valga para ello de Maestro que le pareciere hábil y capaz y de prontamente todas las demás disposiciones para que se junten los materiales precisos y necesarios; ultimamente deja el Cabildo toda la obra a la disposición y acertada conducta de dicho Señor Fabriquero.: 197 

Gracias a los libros de fábrica se pueden conocer al detalle los datos relativos a la construcción: 
- Cuentas de 1766:

1390 reales y medio de madera que se compró para servicio de la Iglesia en que entra el coste de las vigas que se trajeron del Sil para la sala capitular.

39 941 rls y 16 mrs que importaron los salarios de canteros, carpinteros, peones, carretos, herraje, madera clavazón, teja, cal etc según resulta de cuenta por menor, empleados en la Sala Capitular.: 198 

- Cuentas de 1767:

Se empleó en lo mismo 27 635 rls y 2 mrs.: 198 

- Cuentas de 1768:

19 441 rls y 20 mrs que importaron los salarios de los canteros y carpinteros que se ocuparon en hacer la bóveda de la sala capitular, escalera nueva y puerta principal, con las puertas ventanas, fayado y parte del piso de arriba inclusos los carretos, cantera, cal clavzón y otras cosas.: 198 

En los cuadernillos de cuentas, para el periodo 1770-1771, aparecen registradas las obras acometidas en la sala capitular: 
- Cuentas de 1770:

1800 reales vellón que se han pagado al pintor Carlos Rodríguez por pintar el cielo, cantoneras, dorar el marco y escudo de San Martín en la Sala Capitular y dar yeso mate a toda esta. 
46 reales de dos rollos de estera para la Sala capitular a 23 rls cada uno. 
220 rls que costó la plancha de cobre que se compró a Don Domingo Villamil para la lámina de San Martín. 
250 rls de otra que tomando aquella en descuentos, hizo Francisco Vázquez, platero por aver echado a perder la primera Carralbal a quien se dio para que la adelgazase. 
117 rls y 26 mrs de 78 libras de plomo para emplomar los balcones y demás necesario. 
4207 rls y 13 mrs que importaron los jornales de los maestros carpinteros y sus oficiales que trabajaron para la obra de esta Santa Iglesia en puertas, ventanas, tarimas, tabiques y demás que ocurrió de su arte con los albañiles palla-barro, saca, conducción y mezcla de este. 
459 rls de 27 cargas de cal a diez y siete reales cada una. 
190 rls de siete carros de teja. 
1053 rls y 15 mrs de 283 palmos de madera de piso, seis carros de fayado y uno de pontones. 
De clavos para la obra 30 mrs. 
De clavos dorados para la silla de la sala capitular. 
11 112 rls y 30 mrs vellón que han importado los jornales del maestro de cantería Baltasar Gamallo y los de todos sus oficiales en la bóveda de la antesala capitular, perpiaño, pared de la sala antigua, cerrar la puerta que salía a la necesaria, abrir la que ahora se usa, saca de piedra con los demás que ocurrió. 
3982 rls y 22 mrs que ha importado la obra de herrería hecha para la fábrica por Francisco Vázquez y Francisco Varela: en llaves, cerraduras, visagras, pestillos, aguzaduras de los picos, una puerta de yerro limada que pesa 468 libras, fallevas, marcos de las redes y otras cosas necesarias cuyos recibos y cuentas por menor de albañilería, carpintería y herrería quedan en mi poder. 
942 rls de los salarios que devengó Antonio Rodríguez, maestro escultor en la hechura del retablo de la sala capitular según sus recibos. 

929 rls que se han pagado al latonero y vidriero de varias redes de alambre, vidrieras para las ventanas así de la sala como del vestuario, restañar el cántaro de cobre de la sacristía, dos palmatorias para el coro y componer unas piezas en uno de los púlpitos.: 198–199 

- Cuentas de 1771:

2000 rls de vellón importe del dorado del retablo de la Sala Capitular, pintura de la lámina y la depuertas ventanas y contraventanas de la antesala capitular.

712 rls vellón del Maestro de obras Baltasar Gamallo del balaustrado del corredor del Archivo y compostura del caño de la casa del Cabildo.: 199 

En lo que atañe a la identidad de los maestros que intervinieron en la construcción y ornamentación de la sala capitular, en ella se hizo uso de recursos de carácter local, siendo los artífices vecinos de la ciudad ya que estos resultaban más fáciles de contratar además de menos costosos, no siendo ninguno de ellos una eminencia en su profesión aunque sí conocedores del oficio. Todos ellos son prácticamente desconocidos salvo Gamallo, maestro de obras documentado por José Couselo Bouzas y Antonio Rodríguez Fraiz; de él se conocen algunas obras de cantería, si bien del resto de participantes, como Carlos Rodríguez y Antonio Rodríguez, apenas hay datos.: 200  
Variaciones 
A lo largo del tiempo la sala permaneció prácticamente invariable salvo por el añadido de algunos ornamentos. Esta situación cambió sin embargo en 1954, año en que se inauguró el Museo Catedralicio, proyecto ya contemplado desde 1944; como sede se eligió la Claustra Nova, lo que supuso cambiar tanto el vestuario de los canónigos como la antesala y la entrada a la sala capitular. De la antigua disposición de la sala, cuando se accedía a ella a través de la Claustra Nova, se conserva una detallada descripción de Manuel Sánchez Arteaga:: 200 

Al lado del Mediodía y a continuación del departamento o pequeño claustro de que anteriormente hablamos, y sobre otro abovedado que tiene la entrada por la inmediata calle, se encuentra la Antesala y Sala Capitular, que no ofrecen nada de notable. 
Tiene la primera alrededor una uniforme serie de armarios modernos de madera de nogal, en la que los señores Dignidades y Canónigos guardan las ropas corales. 
Se vé en la segunda sobre la silla de la presidencia y bajo un dosel el damasco encarnado, el retrato del Excmo. Sr. Cardenal D. Pedro de Quevedo y Quintano, obispo que fué de la diócesis, pintado al óleo por Don Ramón Rodríguez, natural y vecino de Orense, el cual retrato por lo tocante al parecido es el mejor que se conoce de aquel venerable Prelado, y sirvió al primer pintor de Cámara D. Vicente López para hacer en 1833 el que le recomendara el excelentísismo Sr. D. Manuel Fernández Varela, Comisario General de la Santa Cruzada, y que tenía destinado para la Catedral de Orense. Habiendo muerto este señor antes de remitirlo, fue vendido después al embajador de Inglaterra Mr. Jorge Villiers, sin que atendiesen las reclamaciones del Cabildo. 
A uno y otro lado están los bancos, cubiertos de terciopelo carmesí, en que se sientan los señores capitulares; y próximo a la entrada un pequeño altar en que se celebra la misa del Espíritu Santo el día dos de Enero antes de procederse a la elección para los oficios y cargos del año. 

Adornan las paredes varios cuadros pintados en lienzo, algunos no despreciables, y la gran carta geométrica de Galicia de D. Domingo Fontán.: 79–80 

## Descripción

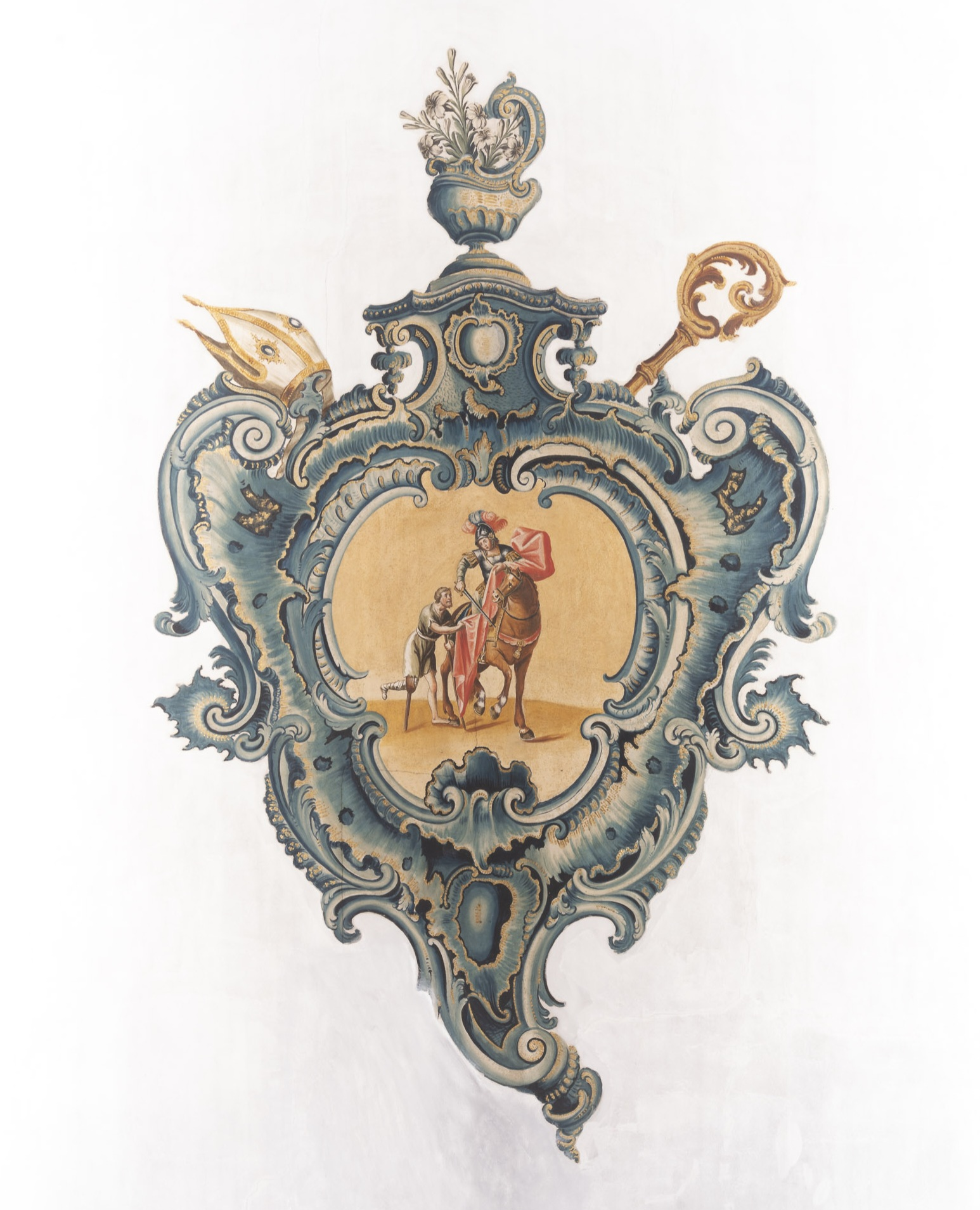
San Martín (1770), por Carlos Rodríguez.

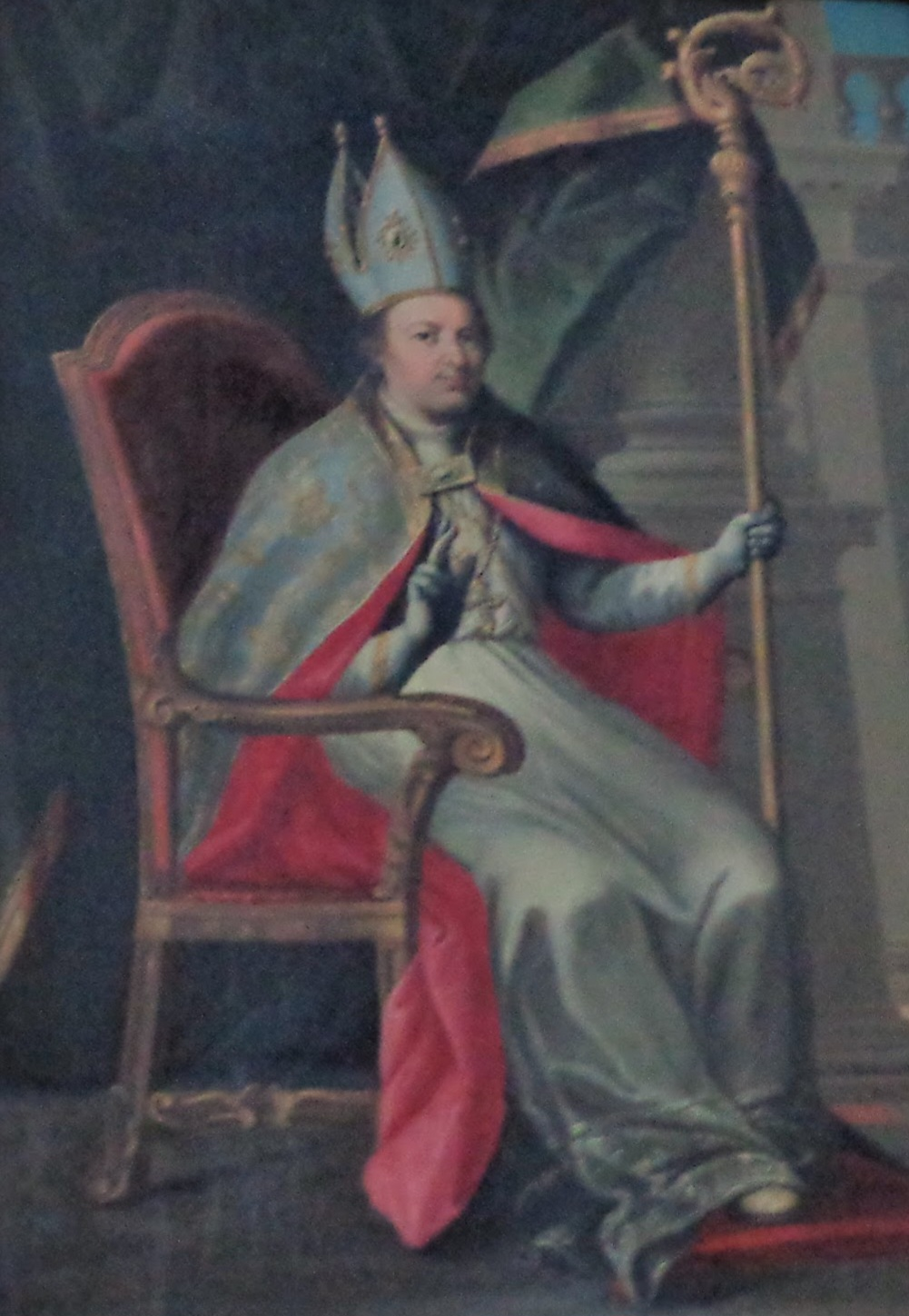
San Martín (1770), por Carlos Rodríguez.

Los muros exteriores de la fachada sur, tras los que se ubica la sala capitular, presentan una traza muy sencilla de piedra de cantería con huecos de ventanas adinteladas y sin ningún tipo de ornamento. En lo tocante al interior, el acceso hasta la inauguración del museo se efectuaba atravesando la Claustra Nova, cambiándose entonces la entrada y con ello la posición original de los muebles. A día de hoy se accede a ella mediante una sección del edificio adosada a la torre de San Martín, donde una escalera de granito de simple factura ayuda a salvar el desnivel. Como antesala se halla el vestuario de los canónigos; este cuarto posee armarios del siglo xix realizados en maderas nobles y anteriormente se ubicaban en él varios lienzos, algunos de gran calidad y otros de escaso mérito, varios de los cuales pasaron con el tiempo a decorar otras estancias de la seo. Entre estos lienzos sobresalen una serie de cuadros dedicados a la vida de San Agustín, hoy conservados en el archivo, una Santa Faz de buena factura y un San Antonio, copia de un cuadro de Murillo que fue obsequiado al cabildo en 1828 por el obispo de Guadix José de Uraga, pariente del cardenal Quevedo y canónigo de Orense, obra hoy custodiada en la Iglesia de Santa María Madre. Destacan a su vez un retrato del obispo Florencio Cerviño acompañado por una representación del  Monasterio de Santa María la Real de Osera, obra de Eduardo Padín, así como un reloj de pie inglés del siglo xix.: 201 
El acceso a la sala capitular se lleva a cabo a través del vestuario y mediante una puerta con dintel moldurado de estilo barroco. La sala, de planta cuadrada y bóveda de cantería prácticamente plana con ornamentos a base de grecas, rocalla y florones pintados, presenta en el centro del techo, como si de un escudo de armas se tratase, una imagen de San Martín en su iconografía más famosa; partiendo la capa para el mendigo. El aspecto mostrado en todo el espacio es puramente dieciochesco, presidiendo la estancia un retablo rococó cubierto de pan de oro en cuyo centro se halla una plancha de cobre con una imagen del patrono engalanado con los paramentos pontificiales. A ambos lados destacan bancos creados en 1702 claveteados y tapizados con terciopelo carmesí que son utilizados por los canónigos, quienes se sientan en función de su antigüedad.: 201–202 
En cuanto a los muros, de ellos cuelgan muy diversas obras de arte, varias de ellas anónimas. Una de las más importantes es una tabla de San Ignacio; esta pieza formó antaño parte del coro de la catedral, obra de Diego de Solís y Juan de Angés el Mozo con ayuda de su taller entre 1587 y 1590 que sería desmantelado por completo en 1937. Otra obra de interés es un cuadro de la Virgen fajando al Niño, copia de un lienzo de Murillo regalado a la seo por Uraga en 1828 al igual que el cuadro de San Antonio. Sobresalen a su vez dos bustos, partes integrantes del antiguo coro al igual que la tabla de San Ignacio los cuales se hallan sobre dos armarios fabricados en 1954, y dos lienzos en los que se muestran las cabezas de San Pedro y San Pablo, obras que Miguel Ángel González García, antiguo delegado de patrimonio de la diócesis de Orense, considera posibles copias de algún apostolado próximo a José de Ribera.: 202 
Otras de las piezas guardadas en la sala son dos lienzos fechados en el siglo xviii de muy poca calidad y que representan a santos penitentes. Así mismo resaltan dos imágenes en plata de Santiago Matamoros enmarcadas que constituían un suvenir que el cabildo de Compostela regalaba a las personalidades que realizaban ofrendas al apóstol, siendo este tipo de obsequios por lo general muy elegantes y facturados por talleres compostelanos. Una de estas piezas está firmada por el platero Ruperto Sánchez y fue entregada al cabildo por el obispo de Orense Dámaso Egidio Iglesias Lago, quien la recibiera en 1830 cuando fue comisionado por la reina María Cristina para que realizase en su nombre la tradicional ofrenda, mientras que la otra fue entregada por el cabildo de Santiago al de Orense como gesto fraternal. Del resto de enseres nada más destacan una alfombra ajada aunque de excelente calidad facturada por la Real Fábrica de Tapices; la mesa del secretario, elaborada en el siglo xix y decorada con taraceas de corte neoclásico; un crucifijo de porcelana italiano y un juego de mesitas orientales, regalo del padre José Luis Soto a la seo; y las cajas de votaciones: una para las votaciones nominales y otra para las votaciones hechas con el sistema de bolas.: 202–203 
Por último, cabe destacar unas anotaciones relativas al mobiliario de la sala. En las actas del cabildo del 19 y del 21 de enero de 1702 consta lo siguiente: 

Propuso el Sr. Salamanca si se había de hacer y de qué los bancos de respaldo para el Cabildo, acordose se hiciesen de terciopelo y que respecto de la pobreza de la Fábrica se de cédula para viernes, 21 del corriente para tratar de si se consignarán para ayudarla las sobras del subsidio de estos dos años corrientes y para lograr hacer también un Clavicordio.: 202–203 

[…] que para los bancos se saque de las planas de este año y el que viene por iguales partes mitad en cada un año 80 ducados que con lo ya aplicado hará el medio coste que correrá por el Cabildo y la otra mitad pondrá la fábrica, los Señores Deán y Arcediano de Orense ofrecieron contribuir por lo que toca a sus dignidades.: 202–203 